# Sevier (rzeka)
Sevier (uto-az. Seve'uu, hiszp. Rio Severo) – rzeka o długości 616 km, najdłuższa w stanie Utah, której całe dorzecze znajduje się na obszarach tego stanu. Uchodzi do bezodpływowego jeziora Sevier. W swoim górnym biegu rzeka jest nadmiernie wykorzystywana do nawadniania pól uprawnych, na skutek czego jezioro Sevier wysycha.

## Bieg rzeki
Organizacja Sevier River Water Users Association (SRWUA) podzieliła główny bieg rzeki na cztery odcinki: Górny, Centralny, Gunnison i Dolny.
Odcinek Górny: źródła Sevier znajdują się w północno-zachodniej części hrabstwa Kane na zachodniej krawędzi płaskowyżu Paunsaugunt, skąd rzeka płynie na północ szeroką doliną przez hrabstwo Garfield. Następnie przedziera się przez wąski, 8-kilometrowy kanion Circleville, skąd wypływa w obszerną dolinę w pobliżu miejscowości Circleville. Stamtąd kieruje się na północny wschód w stronę miasta Junction, gdzie łączy się z East Sevier, swym największym dopływem.
Odcinek Centralny: tu rzeka płynie na północ przez hrabstwo Piute ku miejscowości Marysvale, gdzie wpada w kolejny, długi na 13 km kanion Sevier, z którego wyłania się na południe od miasta Sevier. Stąd płynie na północny wschód mijając miejscowości Richfield i Salinę.
Odcinki Gunnison i Dolny: po połączeniu się z dopływem San Pitch około 36 km na południowy zachód od Nephi, rzeka skręca na zachód płynąc wzdłuż północnych zboczy Canyon Mountains, a następnie na południowy zachód mijając miejscowość Delta i uchodząc do jeziora Sevier w środkowej części hrabstwa Millard, u podnóży zachodnich stoków Cricket Mountains. Na północnym skraju doliny znajduje się sztuczny zbiornik odpływowy o długości 32 kilometrów o nazwie Sevier Bridge Reservoir.
W ostatnich latach dla ratowania zasobów wodnych SRWUA zainstalowała wzdłuż rzeki urządzenia monitorujące, które informują o przepływie rzeki na poszczególnych odcinkach jej biegu, zapotrzebowaniu kanałów nawadniających i poziomie wody w zbiorniku odpływowym.

## Historia odkrycia
W roku 1776 dwaj franciszkanie, Francisco Atanasio Dominguez i Silvestre Vélez de Escalante, szukali drogi pomiędzy Santa Fe w hiszpańskim Nowym Meksyku a Monterey w, również hiszpańskiej, Kalifornii. Wędrując na północny zachód, ekspedycja dotarła do pasma San Juan w Górach Skalistych. Wędrowali wzdłuż rzeki Dolores, dopływu Kolorado, po czym, gdy ich przewodnicy zgubili szlak w pobliżu podnóży Uncompahgre, zawrócili na północny wschód, by znaleźć przewodników w plemieniu indiańskim Ute. Ute – mimo skromnych upominków – nie okazali się skorzy do współpracy, podejrzewali bowiem, że zakonnicy – wbrew głoszeniu, iż wędrują w poszukiwaniu zaginionego konfratra – są forpocztą białych najeźdźców. Jedyny przewodnik, którego dostali, poprowadził ich na północny zachód, do dzisiejszego stanu Utah.
Tam dotarli do brzegów Green River, płynącego na południe dopływu Kolorado i nazwali ją San Buenaventura. Wkrótce potem natrafili na Sevier na odcinku, w którym płynie ona na południowy zachód, uznając ją za dolny odcinek rzeki Buenaventura. W oparciu o doniesienia franciszkanów kartograf Bernardo de Miera y Pacheco naniósł na mapę rzekę płynącą na południowy zachód i wpadającą do jeziora, które można uznać za, jeszcze wówczas nie wyschnięte, jezioro Sevier. W załączonej do mapy nocie do króla Karola III Miera zalecał budowę kilku misji w tym rejonie, zaznaczając, iż być może, jest to droga wodna prowadząca do Pacyfiku wprost lub przez połączenie z całkowicie zmyśloną Rio Timpanogos .